# グリゴリー・シュテルン

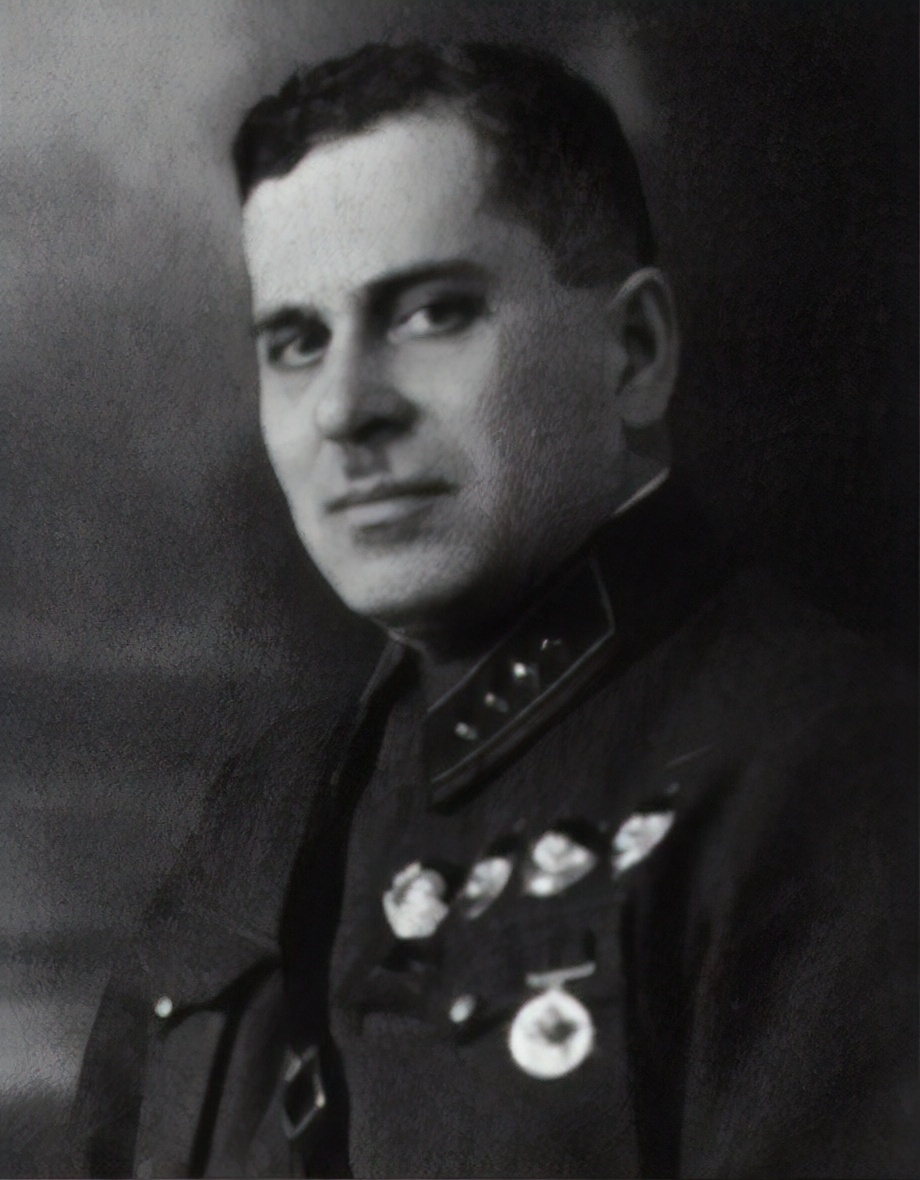
グリゴリー・シュテルン

グリゴリー・ミハイロヴィチ・シュテルン（ロシア語: Григорий Михайлович Штерн, ラテン文字転写: Grigorii Mikhailovich Shtern, 1900年8月6日 - 1941年10月28日）は、ソビエト連邦の軍人。スペイン内戦で軍事顧問、冬戦争で軍司令官を務めた。大将。ソ連邦英雄。

## 経歴
シュテルンは、1900年、キエフ県チェルカースィ郡スメラ村（現チェルカースィ州スメラ市）のユダヤ人医師の家庭に生まれた。
彼は、1919年に赤軍の第46狙撃師団の一連隊政治委員として軍歴を始め、旅団政治委員を経て、南部戦線で白軍と戦った。1919年から共産党員。1921年～1923年、連隊、第3狙撃師団本部、第1騎兵軍団本部の政治委員を務めた。1923年～1925年、トルケスタン戦線において、旅団政治委員、ホレズム軍集団特別任務班長となり、バスマチと戦った。1925年6月～1926年2月、第7騎兵師団政治科長。1926年、フルンゼ名称軍事アカデミー附属高等指揮要員完全化課程を修了。
シュテルンは、1929年、フルンゼ名称軍事アカデミー東洋学部を卒業し、陸海軍人民委員部において働いていた。1936年、第7騎兵師団長に任命。1937年1月～1938年4月、スペイン内戦において人民戦線の主席軍事顧問を務めた。1938年から極東戦線参謀長として張鼓峰事件の作戦の指揮にあたった。
1939年7月5日からは、ノモンハン事件において、ソ・蒙軍前線集団を統轄した。この軍功により同年8月29日、司令官ジューコフとともにソ連邦英雄の称号を得た。
ソ連とフィンランド間における冬戦争の開戦から2週間ほどたった1939年12月12日、シュテルンは第8軍司令官に任命され、コッラの戦いにおいてソ連軍の指揮をとった。冬戦争の後、赤軍は旧来の階級制度を復活させ、1940年6月5日、シュテルンは大将に任命された。同年6月22日、彼は極東戦線司令官に任命された。1939年～1941年、全連邦共産党（ボリシェヴィキ）中央委員会委員。
1941年4月、国防人民委員部防空局長に任命。同年5月15日、15機のドイツ空軍輸送機が、ベロストク－ミンスク－スモレンスク－モスクワの経路でソ連領空を飛行したが、ソ連の防空部隊はこれを認められなかった。このため、責任を問われ、防空部隊内で粛清が始まり、シュテルンは1941年6月8日に逮捕された。取調中、1931年の赤軍内の陰謀への関与とドイツのスパイであることを「自白」し、同年10月28日に銃殺刑に処された。
シュテルンは1954年8月に名誉回復された。

## パーソナル
ソ連邦英雄（1939年8月29日）。レーニン勲章2個、赤旗勲章3個、赤星勲章、「労農赤軍20周年」メダルを受章。